# Алипий (Попов)
Епи́скоп Али́пий (в миру Алекса́ндр Алекса́ндрович Попо́в; 1863, станица Качалинская, Второй Донской округ, Область Войска Донского — 5 (18) марта 1912, Тверь) — епископ Русской православной церкви, епископ Старицкий, викарий Тверской епархии.

## Биография
Родился в 1864 году в станице Качалинской Области Войска Донского (ныне Иловлинский район, Волгоградская область) в семье дьячка.
В 1879 году окончил Усть-Медведицкое духовное училище по первому разряду. В 1885 году окончил Донскую духовную семинарию и назначен псаломщиком при Троицкой церкви станции Филоновской.
27 июля 1886 года рукоположен во диакона, а 1 августа того же года во священника архиепископом Донским Митрофаном (Вицинским) и определён священником к Покровской церкви слободы Даниловка.
С октября 1886 года проходил должность законоучителя при Даниловском двухкласском училище. С 10 мая 1890 года состоял в звании преподавателя церковно-приходских школ при Даниловской Покровской церкви.
18 января 1891 года «за отлично-усердную службу по духовному ведомству» награждён набедренником. 28 октября 1891 года за особые труды по ремонту Даниловской Покровской церкви удостоен архипастырского благословения.
Овдовел. Принят в Московскую Духовную Академию по особой резолюции Митрополита Леонтия от 19 сентября 1892 года. Во время учёбы в Академии пострижен в монашество с именем Алипий. Окончил академию в 1896 году со степенью кандидата богословия.
В 1896 году — помощник инспектора и преподаватель Кутаисской духовной семинарии.
В 1897 году переведен инспектором в Томскую духовную семинарию.
В 1898 году возведен в сан архимандрита и назначен ректором Иркутской духовной семинарии.
С 1901 года — ректор Смоленской духовной семинарии.
В 1904 году — настоятель Астраханского Иоанно-Предтеченского монастыря.
С 1 декабря 1905 года — настоятель Московского Златоустовского монастыря.
21 декабря 1909 года хиротонисан во епископ Старицкого, викарий Тверской епархии. Хиротония состоялась в Тверском соборе.
Активно участвовал в деятельности монархических организаций Твери, был председателем отдела Русского Народного Союза им. Михаила Архангела.
По словам митрополита Мануила (Лемешевского), был прекрасным проповедником, но говорил редко, и знатоком музыки. Активно участвовал в деятельности монархических организаций Твери, был председателем тверского отдела Союза Михаила Архангела.
Скончался 5 марта 1912 года в Твери и погребён в Отрочем монастыре.